# Kurt Abbott
Kurt Thomas Abbott (* 2. Juni 1969 in Zanesville, Ohio) ist ein ehemaliger US-amerikanischer Baseballspieler in der Major League Baseball (MLB) auf den Positionen des Shortstops und des Second Basemans. Mit den Florida Marlins gewann er die World Series 1997.

## Werdegang
Abbott wurde in der 15. Runde des MLB Draft 1989 von den Oakland Athletics ausgewählt. Er spielte zunächst in den Farmteams des Franchises. Am 7. September 1993 gab er im Alter von 24 Jahren im Trikot der Athletics gegen die Toronto Blue Jays sein Debüt in der MLB. In der Begegnung wurde er als Pinch Runner eingesetzt. Das Spiel gewannen die Athletics mit elf zu sieben. Abbott bestritt noch weitere 19 Spiele für die Athletics, bevor er am 20. Dezember 1993 gegen Kerwin Moore zu den Florida Marlins getauscht wurde.
Bei den Marlins verbrachte er den Hauptteil seiner Laufbahn und lief dort in vier Jahren jeweils um die 100 Spiele auf, davon die meisten als Shortstop. Mit den Marlins gewann er mit vier zu drei Siegen über die Cleveland Indians die World Series 1997. Abbott wurde in dieser Serie in drei Spielen als Pinch Hitter eingesetzt, erzielte aber keinen Hit. Am 19. Dezember 1997 wurde er gegen Eric Ludwick zurück zu den Oakland Athletics getauscht, doch absolvierte dort nur 35 Spiele und wechselte während der laufenden Saison zu den Colorado Rockies, für die er bis zum Ende 1999 spielte. Abbott unterzeichnete Ende 1999 als Free Agent einen Einjahresvertrag bei den New York Mets, für die er in 79 Spielen, hauptsächlich als Shortstop, auflief und mit denen er an der World Series 2000, in der sie gegen die New York Yankees spielten, teilnahm. Die Mets verloren das innerstädtische Duell mit eins zu vier Spielen. Zur Saison 2001 wechselte er zu den Atlanta Braves, für die er am 13. April 2001 sein letztes Spiel in der MLB bestritt.

### Persönliches
Abbott ist verheiratet und hat zwei Kinder. Seit 2006 arbeitet er als Polizist im Martin County (Florida).